# Afgrond (religie)

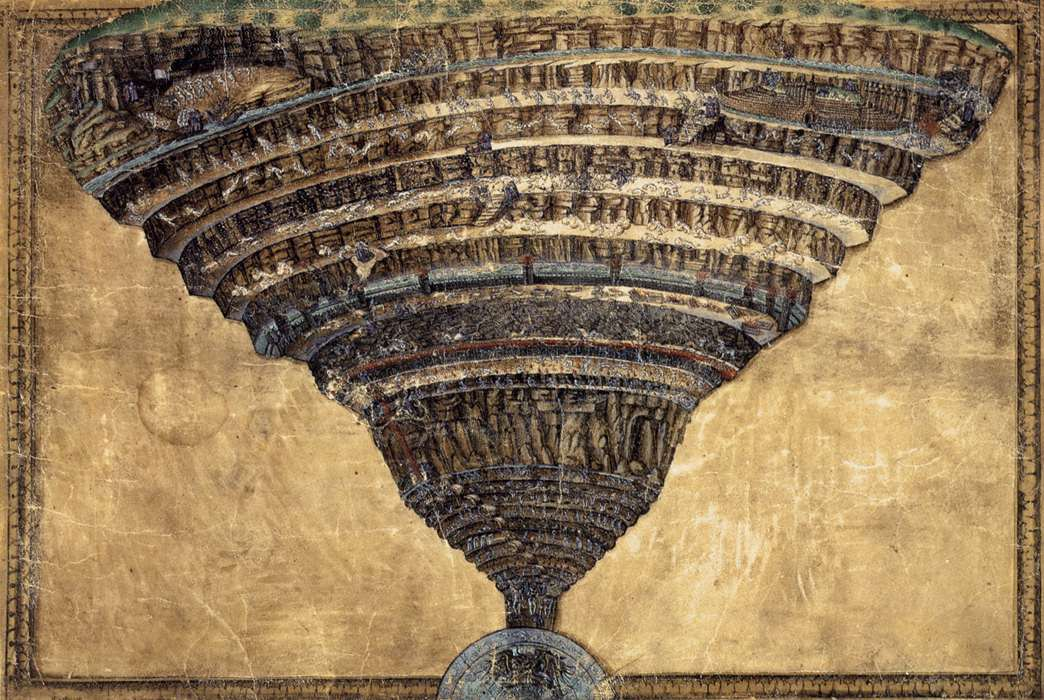
De afgrond van de hel (1480) door de Italiaanse kunstschilder Sandro Botticelli

De afgrond komt in diverse religieuze boeken en concepten voor. Het kan een metafoor zijn van de onderwereld of het dodenrijk, zoals Sjeol of de hel.

## Hebreeuwse Bijbel
In de Hebreeuwse Bijbel is afgrond een vertaling van het Hebreeuwse תהום, tehom, 'diep', צולה, tzulah, "zeediep" of "diepe vloed" en רחב, rachav, "ruime plaats".
In de oorspronkelijke betekenis van het Hebreeuwse tehom was de afgrond de oerzee of chaos waaruit de geordende wereld werd geschapen (Genesis 1:2; 7:11). Daarnaast kan de term ook letterlijk verwijzen naar de diepten van de zee, de diepe oorsprong van een bron of het binnenste van de aarde (Deuteronomium 8:7).

### Septuagint
De Septuagint gebruikt als vertaling het Griekse ἄβυσσος, abussos, "afgrond". Oorspronkelijk was het een bijvoeglijk naamwoord dat een "aarde" veronderstelde en werd het gebruikt voor de oorspronkelijke diepten, de oerzee en het dodenrijk, zoals in Psalm 71:20. In lijn hiermee was de afgrond in de intertestamentaire joodse literatuur de onderwereld, de verblijfplaats van de doden (zoals in Wijsheid van Jezus Sirach 10:19) of uiteindelijk het rijk van de opstandige geesten (de hel, de 'gevangenis' voor demonen, de boze geesten). Deze betekenis werd overgenomen in het Nieuwe Testament.

## Nieuwe Testament
Het Nieuwe Testament volgt het gebruik in de Septuagint en het latere jodendom. De afgrond is een gevangenis voor demonen  (Lucas 8:31), geesten (Openbaring 9:1), de antichrist (Openbaring 11:7), schorpioenen (Openbaring 9:3-11) en Satan zal er 1.000 jaar in worden opgesloten (Openbaring 20:1,3).
De woorden 'afgrond' en 'hel' moeten in deze niet als synoniemen worden gezien. Waar de hel het geoorloofde kwaad is en een plaats van orde met duidelijke rangen en hiërarchieën, daar is de afgrond het chaotische kwaad, een plek dat oneindig veel lagen kent en geen structuur, met als doel vernietiging.
In Romeinen 10:6-7 wordt 'afgrond' gebruikt voor het dodenrijk, waarin afdalen in de afgrond wordt geplaatst tegenover een hemelvaart.

## Spreekwoord
In de Vulgaat worden de eerste woorden van Psalm 42:8 naar het Latijn vertaald met Abyssus abyssum invocat, "de afgrond roept tot de afgrond". Dit werd een spreekwoord met de betekenis 'kwaad voert tot erger'.